# Џек Ајкел
Џек Роберт Ајкел (енгл. Jack Robert Eichel — Челмсфорд, 28. октобар 1996) професионални је амерички хокејаш на леду који игра на позицијама центра.
Члан је сениорске репрезентације Сједињених Држава за коју је на међународној сцени дебитовао на светском првенству 2015. године где су Американци освојили бронзану медаљу.
Учествовао је на улазном драфту НХЛ лиге 2015. где га је као 2. пика у првој рунди одабрала екипа Буфало сејберса. Пре него што је заиграо за Сејберсе у НХЛ лиги једну сезону је играо колеџ лигу за екипу Универзитета Бостон. Прву утакмицу у дресу Сејберса одиграо је 8. октобра 2015. поставши тако најмлађи првотимац у историји франшизе. Дебитантску сезону окончао је са 56 поена (од чега 24 гола) у 81 одиграној утакмици, што га је стврстало међу најбоље стрелце свог тима.